# Walking on Sunshine (singolo Katrina and the Waves)
Walking on Sunshine è un singolo del gruppo musicale britannico Katrina and the Waves, pubblicato nel 1983 come quinta traccia dell'album omonimo e messo in commercio in una nuova versione il 15 aprile 1985 come secondo singolo tratto dall'album eponimo del gruppo.
È stato il primo successo del gruppo a scalare le classifiche statunitensi e il loro più grande successo nel Regno Unito fino a Love Shine a Light, con cui hanno vinto l'Eurovision Song Contest 1997.

## Descrizione
Il brano è stato scritto dal chitarrista del gruppo Kimberley Rew, ed è stato prodotto dai membri del gruppo insieme Pat Collier e Scott Litt. Rew ne ha raccontato il significato:
(Kimberley Rew, The Guardian)
All'inizio il brano non piaceva al resto della band: ad esempio la cantante Katrina Leskanich pensava che il brano non rispecchiava interamente lo stile musicale della band, mentre il bassista Vince de la Cruz la trovava particolarmente irritante.

## Successo
Il gruppo ha mantenuto i diritti di pubblicazione della canzone e le royalties, che di solito spettano all'autore, sono state divise tra i membri della band. Le royalties derivanti dall'airplay e dalla pubblicità sono state molto redditizie; secondo un ex dipendente dell'etichetta EMI, la canzone era "il gioiello della corona nel catalogo della EMI" e si è classificata tra i maggiori guadagni della sezione pubblicitaria dell'etichetta.
Quando nel 2005 l'uragano Katrina devastò gran parte della costa del Golfo degli Stati Uniti, il programma della MSNBC Countdown with Keith Olbermann ribattezzò la sua copertura mediatica della tempesta con "Katrina and the Waves".  Il nome è apparso anche in numerosi titoli di notizia e post di vari blog. Un giornalista del New York Times ha contattato Katrina Leskanich, che ha detto:
(Katrina Leskanich, The New York Times)
La stessa Leskanich ha anche espresso la speranza che il brano sarebbe diventano un inno per la ripresa della Costa del Golfo.
Nel 2010, in occasione del 25º anniversario dell'uscita di Walking on Sunshine, è stato ripubblicato il materiale della band ed è stata prodotta una nuova versione ri-registrata. Nel marzo dello stesso anno è stato resa disponibile sul sito ufficiale della band il download gratuito di un brano, come estratto dell'album solista di Kimberley Rew Bible of Bop.
Nell'agosto 2015, il brano è stato acquistato dalla BMG Rights Management per 10 milioni di sterline, insieme a tutte le altre canzoni scritte da Rew e dai Katrina and the Waves.

## Tracce
Testi di Kimberley Rew, musiche di Alex Cooper, Katrina Leskanich, Kimberley Rew e Vince de la Cruz.
7"
- Lato A

1. Walking on Sunshine – 3:15

- Lato B

1. Going Down to Liverpool – 3:40

Traccia album
1. Walking on Sunshine – 3:39

## Classifiche

### Classifiche settimanali
| Classifica (1985) | Posizione massima |
| ----------------- | ----------------- |
| Australia         | 4                 |
| Canada            | 3                 |
| Finlandia         | 25                |
| Germania Ovest    | 28                |
| Irlanda           | 2                 |
| Nuova Zelanda     | 20                |
| Regno Unito       | 8                 |
| Stati Uniti       | 9                 |
| Svezia            | 12                |
| Svizzera          | 14                |

### Classifiche di fine anno
| Classifica (1985) | Posizione |
| ----------------- | --------- |
| Australia         | 21        |
| Canada            | 18        |
| Stati Uniti       | 75        |